# Rittal-Arena
Rittal Arena Wetzlar (Mittelhessen-Arena) är en multifunktionell inomhusarena i Wetzlar i Tyskland. Den är hemmaarena för HSG Wetzlar och har platser för ca 5 500 åskådare. 
Arenan var en av värdarenorna vid handbolls-VM 2007.

## Evenemang
- Världsmästerskapet i handboll för herrar 2007